# 夏迪希爾斯 (印地安納州)
夏迪希爾斯（英語：Shady Hills）是位於美國印地安納州格蘭特縣的一個非建制地區。該地的面積和人口皆未知。